# Fantasiaa
 "Fantasiaa", Canção da Finlândia no Festival Eurovisão da Canção 1983.
"Fantasiaa", em  (português : "Fantasia") foi a canção que representou a Finlândia no   entry in the Festival Eurovisão da Canção 1983, interpretada  em finlandês por Ami Aspelund.
O referido tinha letra de Kaisu Liuhala, música de Kari Kuusamo e foi orquestrada por Ossi Runne.

A canção finlandesa foi a nona a ser interpretada na noite do festival, a seguir à canção helvética "Io Così Non Ci Sto" , interpretada por Mariella Farré e antes da canção grega "Mu Les", interpretada por  Christie Stassinopoulou. No final da votação, recebeu 41 pontos e classificou-se em 11.º lugar, entre 20 países participantes.
A canção é cantada na perspetiva de uma jovem mulher observando um homem e um cão num parque. Ela faz uma ´serie de perguntas acerca dele e deseja que isso seja "o início de um romance".
Esta canção gerou polémica na época por ter sido um plágio da canção "Cambodia"de Kim Wilde, mas o assunto caiu no esquecimento
.